# Akletos
Akletos és un gènere d'ocells de la família dels tamnofílids (Thamnophilidae).

## Taxonomia
Segons la Classificació del Congrés Ornitològic Internacional (versió 10.2, 2020) aquest gènere està format per dues espècies:
- Akletos melanoceps - formiguer d'espatlles blanques.
- Akletos goeldii - formiguer de Goeldi.